# RAF Great Ashfield
Die RAF Great Ashfield war ein militärischer Flugplatz der RAF. Der Flugplatz wurde am 19. Juni 1943 eröffnet und von der 385th Bombardment Group (Heavy) der United States Army Air Forces genutzt.

## Einheiten
Die der RAF Great Ashfield zugewiesenen USAAF-Stationseinheiten waren:
- 455. Unter-Depot
- 18. Wetterstaffel
- 31. Stationsergänzungsstaffel

Stationäre Einheiten der regulären Armee schlossen Folgende ein:
- 152. Quartiermeister-Kompanie
- 1249. Militärpolizei-Kompanie
- 1735th Ordnance Supply & Maintenance Company
- 877. Chemiekompanie (Luftoperationen)
- 2036th Engineer Fire Fighting Platoon (Pionier-Feuerlöschzug)

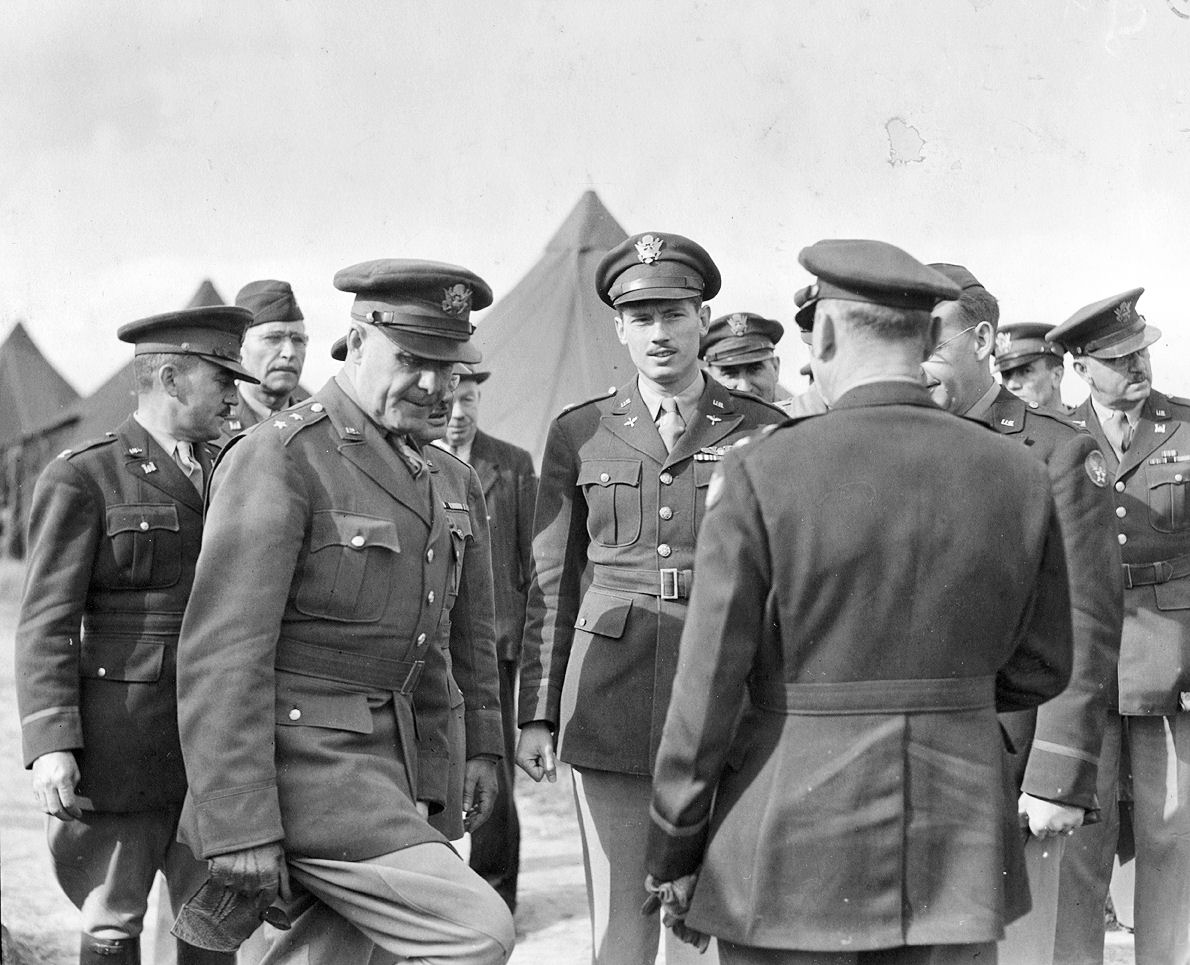
General Ira C Eaker und General Lee mit Lieutenant-Colonel Elliot Vandevanter Jr, Kommandeur der 385th Bomb Group, bei einem offiziellen Besuch am 28. September 1943.

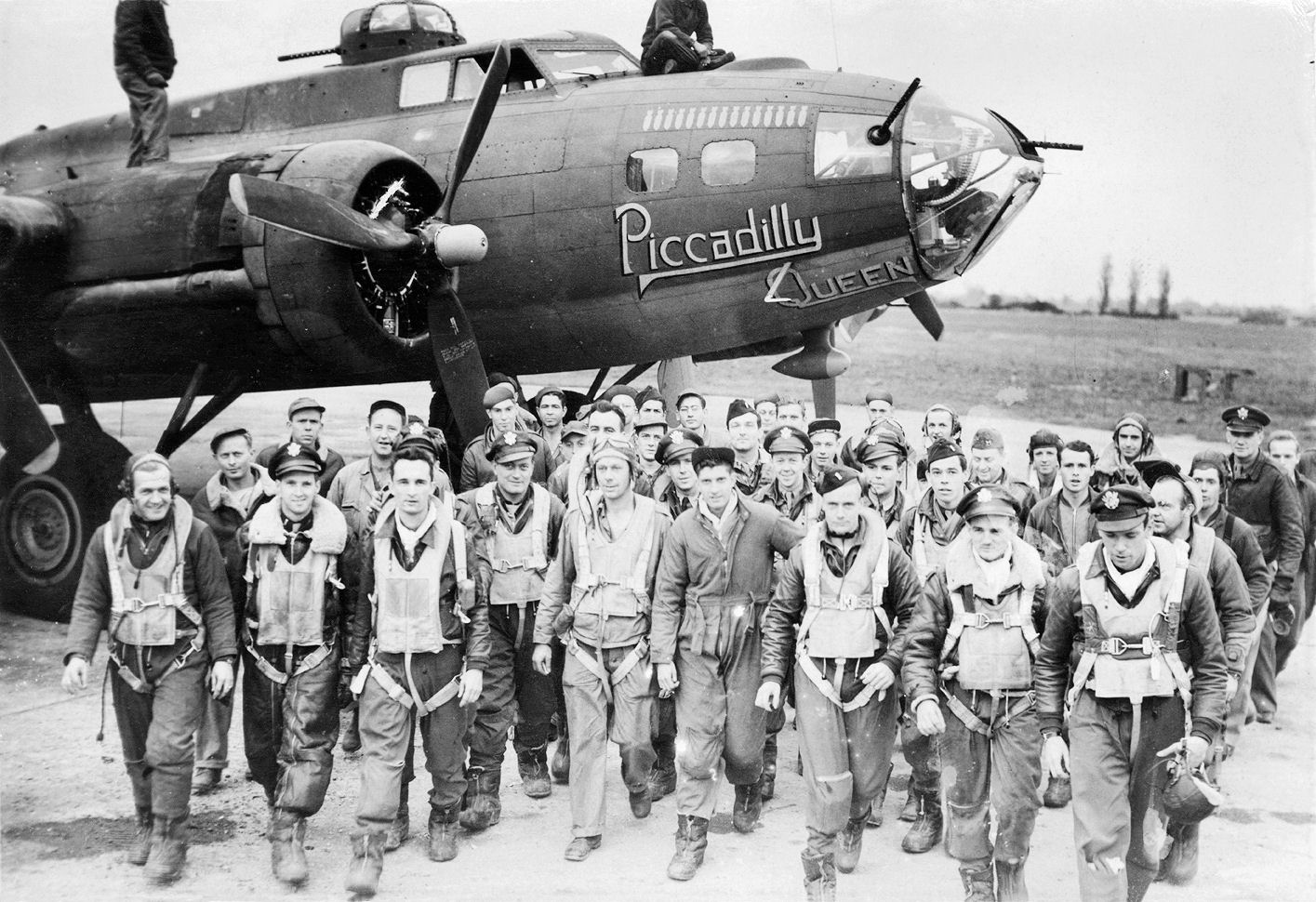
Bomberbesatzungen der 385th Bomb Group kehren nach einem Einsatz zum Stützpunkt zurück und gehen an einer B-17 Flying Fortress (Seriennummer 42-30251) mit dem Spitznamen „Piccadilly Queen“ vorbei.

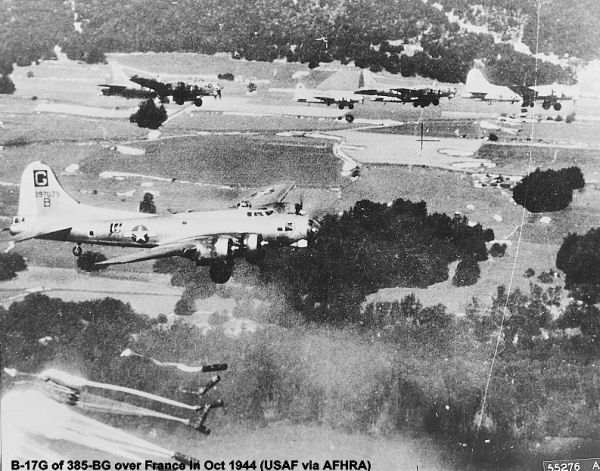
B-17 der 385th Bomb Group bei einem Fallschirmabwurf über Frankreich, Oktober 1944. Boeing B-17G-40-BO Fortress Serial 42-97079 „Dozy Doats“ im Vordergrund sichtbar.

Der Flugplatz wurde am 19. Juni 1943 eröffnet und von der 385th Bombardment Group (Heavy) der United States Army Air Forces Eighth Air Force genutzt. Die 385th kam von der Great Falls AAF Montana und war dem 93rd Combat Bombardment Wing zugeordnet. Das Kennzeichen der Gruppe war ein „Square-G“. Ihre Einsatzstaffeln waren:
- 548. Bombardierungsstaffel (GX)
- 549. Bombardierungsstaffel (XA)
- 550. Bombardierungsstaffel (SG)
- 551. Bombardierungsstaffel (HR)

Die Gruppe flog die Boeing B-17 Flying Fortresses als Teil der strategischen Bombenkampagne der Eighth Air Force.

## Einsatz
Die 385th BG operierte bis zum Kriegsende hauptsächlich als strategischer Bomberverband, der Ziele wie Industriegebiete, Flugplätze, Ölraffinerien und Kommunikationszentren in Deutschland, Frankreich, Polen, Belgien, den Niederlanden und Norwegen bombardierte. Die Gruppe erhielt eine Distinguished Unit Citation für die Bombardierung einer Flugzeugfabrik in Regensburg am 17. August 1943 nach einem langen gefährlichen Flug über feindlichem Gebiet.
Die Gruppe führte das 4. Bombengeschwader über eine große Entfernung durch schweren und schädlichen Widerstand zum erfolgreichen Bombardement eines Flugzeugreparaturwerks in Zwickau am 12. Mai 1944 und erhielt für diese Leistung ein weiteres DUC. Weitere strategische Ziele waren Flugzeugwerke in Oschersleben und Marienburg, Batteriewerke in Stuttgart, Flugplätze in Beauvais und Chartres, Ölraffinerien in Ludwigshafen und Merseburg sowie Rangierbahnhöfe in München und Oranienburg.
Manchmal unterstützten sie die Bodentruppen und griffen Zwischenziele an. Im Juni 1944 griffen sie zur Vorbereitung der Invasion in der Normandie Verteidigungsanlagen an der Küste an und griffen während der Landung am D-Day Verschiebebahnhöfe und Engpässe an. Bombardierung feindlicher Stellungen zur Unterstützung der Bodentruppen bei Saint-Lô im Juli 1944. Angriffe auf deutsche Verbindungswege und Befestigungen während der Ardennenoffensive, Dezember 1944-Januar 1945. Bombardierung von Truppenkonzentrationen und Kommunikationszentren in Deutschland und Frankreich, März–April 1945, zur Unterstützung des letzten Vorstoßes nach Deutschland.
Am 6. März 1944 startete der Kommandeur der 3. Division, Brigadegeneral Russell Wilson, in einer mit Radar ausgestatteten B-17 in einer Führungsgruppe der 385th von Great Ashfield aus zu einem Angriff auf Berlin (der kostspieligsten Mission, die die Eighth jemals durchgeführt hat). Alle Flugzeuge der 385. kehrten wohlbehalten zurück ... mit Ausnahme des Flugzeugs mit General Wilson an Bord, das mehrere Flaktreffer einstecken musste und einen Motor in Brand setzte. Zwar konnten sich vier Besatzungsmitglieder mit dem Fallschirm in Sicherheit bringen (darunter der mit der Ehrenmedaille ausgezeichnete Oberleutnant John C. Morgan), doch acht der anderen wurden bei der Explosion des Bombers getötet.
Nach dem V-E Day transportierte die 385th Bomb Group Kriegsgefangene aus Deutschland in alliierte Zentren und flog Lebensmittel in die Niederlande. Am 28. August 1945 kehrte die Gruppe zur Sioux Falls AAF South Dakota zurück und wurde inaktiviert.